# 51419 Deshapriya
51419 Deshapriya este o planetă minoră (asteroid), cu un diametru de 2,947 km, din centura de asteroizi. A fost descoperită pe 15 martie 2001 la Stația Anderson Mesa de Lowell Observatory Near-Earth-Object Search și a fost numită după Jasinghege Don Prasanna Deshapriya⁠(d). 
Obiectul prezintă o orbită caracterizată de o semiaxă mare de 2,271349521203 UAi, o excentricitate de 0,14221770136659, o înclinație de 2,5857078931615 ° în raport cu ecliptica.